# Villosa villosa
Villosa villosa е вид мида от семейство Unionidae. Видът не е застрашен от изчезване.

## Разпространение и местообитание
Разпространен е в САЩ (Алабама, Джорджия и Флорида).
Обитава сладководни басейни, заливи и реки.

## Описание
Популацията на вида е стабилна.